# Krystyna Poślednia
Krystyna Poślednia (ur. 15 marca 1957 we Wrześni, zm. 1 kwietnia 2014 tamże) – polska polityk, samorządowiec i inżynier, posłanka na Sejm VII kadencji.

## Życiorys
Ukończyła Liceum Ogólnokształcące we Wrześni, następnie inżynierię środowiska na Politechnice Poznańskiej. Odbyła studia podyplomowe poświęcone polityce lokalnej (Uniwersytet im. Adama Mickiewicza w Poznaniu – 1994), audytowi energetycznemu (Politechnika Gdańska – 1997) oraz zamówieniom publicznym (Wyższa Szkoła Bankowa w Poznaniu – 2005). Należała do „Solidarności”.
Od początku lat 90. związana z samorządem terytorialnym. Zasiadała w radzie miejskiej Wrześni, w latach 1990–1997 i 2002–2006 pełniła funkcję zastępcy burmistrza. W wyborach samorządowych w 1998 bezskutecznie ubiegała się o mandat radnej sejmiku wielkopolskiego z listy Akcji Wyborczej Solidarność. Z listy AWSP kandydowała do Sejmu w wyborach parlamentarnych w 2001 (otrzymała 946 głosów). Należała do Ruchu Społecznego AWS, następnie dołączyła do Platformy Obywatelskiej. W wyborach w 2006 i w 2010 z listy PO uzyskiwała mandat radnej sejmiku województwa. Od 2006 do 2010 wchodziła w skład zarządu województwa III kadencji. Z zasiadania w sejmiku zrezygnowała w 2011, kiedy to objęła stanowisko prezesa Wojewódzkiego Funduszu Ochrony Środowiska i Gospodarki Wodnej w Poznaniu.
Bez powodzenia kandydowała do Sejmu w wyborach w 2007. Ponownie wystartowała w wyborach parlamentarnych w 2011. Tym razem uzyskała mandat poselski, otrzymując 8714 głosów w okręgu konińskim.
Zmarła 1 kwietnia 2014 w Szpitalu Powiatowym we Wrześni. Pośmiertnie została odznaczona przez prezydenta Bronisława Komorowskiego Krzyżem Kawalerskim Orderu Odrodzenia Polski. Uroczystości pogrzebowe z udziałem m.in. premiera Donalda Tuska oraz marszałek Sejmu Ewy Kopacz odbyły się 5 kwietnia w Kościele Wniebowzięcia Najświętszej Maryi Panny i św. Stanisława Biskupa Męczennika we Wrześni. Krystyna Poślednia została pochowana na cmentarzu farnym we Wrześni.